# Ga West
Ga West är ett distrikt i Ghana.   Det ligger i regionen Storaccra, i den södra delen av landet, 24 km nordväst om huvudstaden Accra. Antalet invånare är 358 458. Arean är 241 kvadratkilometer.
Terrängen i Ga West är platt.